# Moron (Haïti)
Moron (Haïtiaans-Creools: Mowon) is een stad en gemeente in Haïti met 31.000 inwoners. De plaats ligt op het schiereiland Tiburon, 19 km ten zuidwesten van de stad Jérémie. De gemeente maakt deel uit van het arrondissement Jérémie in het departement Grand'Anse.
Er wordt cacao en koffie verbouwd.

## Indeling
De gemeente bestaat uit de volgende sections communales:
| Nr. | Naam                   | Km²    | Inw.2015 |
| --- | ---------------------- | ------ | -------- |
| 1   | Anote (of: 1re Tapion) | 20,41  | 14.247   |
| 2   | Sources Chaudes        | 48,86  | 5.544    |
| 3   | l'Assise (of: Chameau) | 113,63 | 11.366   |